# Безіменні (острови, Японське море)
Безіме́нні (рос. Безымянные) — група невеликих островів у затоці Петра Великого Японського моря. Знаходиться за декілька метрів від мису Вхідного при вході до бухти Орлінки. Адміністративно належить до Хасанського району Приморського краю Росії.

## Географія
Острови скелясті, простяглись з північного заходу на південний схід на 300 м. являють собою скупчення багатьох скелястих островів, що простяглись від материка вглиб моря. Перший острів впритул підходить до материка, так що між ним та материком можна пропливти лише на неглибокому човні. Острови дуже мальовничі, їх часто фотографують для фотоальбомів, які представляють Приморський край. Більші острови Вкриті чагарниками та травою, на них також зростає сосна могильна. Острови часто відвідуються туристами та відпочивальниками.